# 1990年亚洲运动会

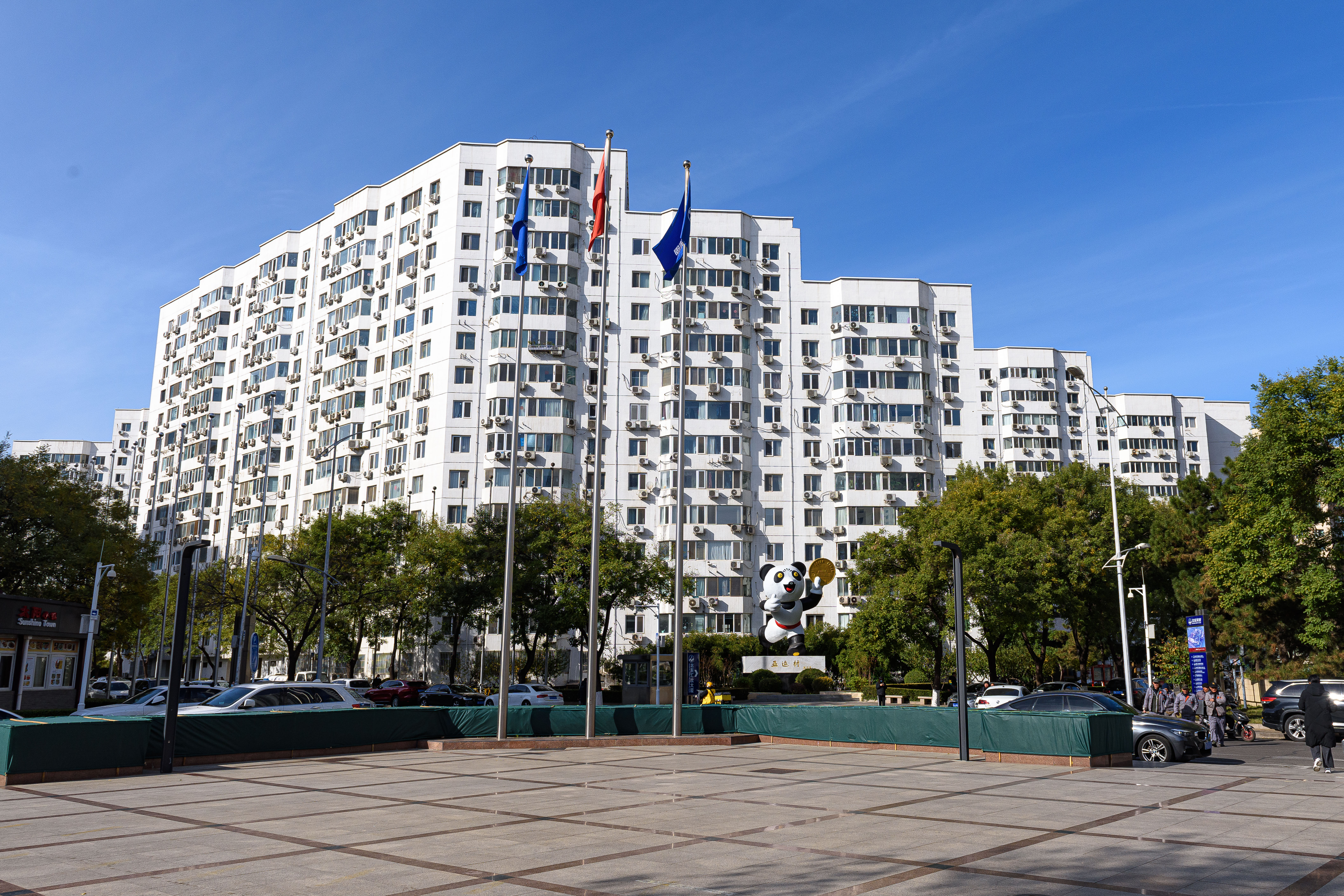
北京亚运村（2023年）

第十一届亚洲运动会于1990年9月22日至10月7日在中国北京举行，会期为16天。这是中国第一次承办亚运会，也是亚运会第一次在社会主义国家举办。本届比赛参赛的国家为31个，除约旦和伊拉克外，其餘亞洲奧林匹克理事會的成员都组团出席，運動員人數達6,122名，參與27個比賽項目和2個表演項目的比賽。中國生疏的比賽項目如皮划艇、卡巴迪、藤球、軟式網球等，受東南亞國家的影響，開始出現在亞運會的賽場上，而跆拳道、馬術、拳擊等比賽項目被排除在外。台湾在阔别亚运会20年后，第一次以中華台北之名参加了本届亚运会。澳門、汶萊、巴勒斯坦亦是第一次参加亚运会。
大部份比賽項目均在北京舉行，其中有20個新建場館，改建或擴建原有場館13座。並在北京四環路外興建奥林匹克中心和亞運村。帆船则因北京並不靠海，因此移師秦皇島舉行。
亞運會開幕前不久，亞奧理事會主席、科威特人谢赫·法赫德亲王（Sheikh Fahad Al-Sabah）在抵抗伊拉克入侵的战斗中阵亡，為本屆亞運會帶來沉重的氣氛，亚奥理事会有关活动由亚奥理事会副主席轮流主持。亞奧理事會總部亦暫時遷往英國，直至美军於1991年进入科威特為止。
本届亚运会共打破7项世界纪录和89项亚洲纪录，并平1项世界纪录和7项亚洲纪录。

## 申辦過程
中國在1983年向亞奧理事會提出申辦1990年亞運會的申請。于1984年在漢城（今首爾）召開的亞奧理事會代表大會中，在與日本的廣島競爭中，北京以43比22的票數奪得主辦權。亞奧理事會第一次同時宣布兩屆亞運會舉辦地點：北京獲得1990年亞運會舉辦權的同時，把1994年亞運會舉辦地授予廣島。

## 會徽

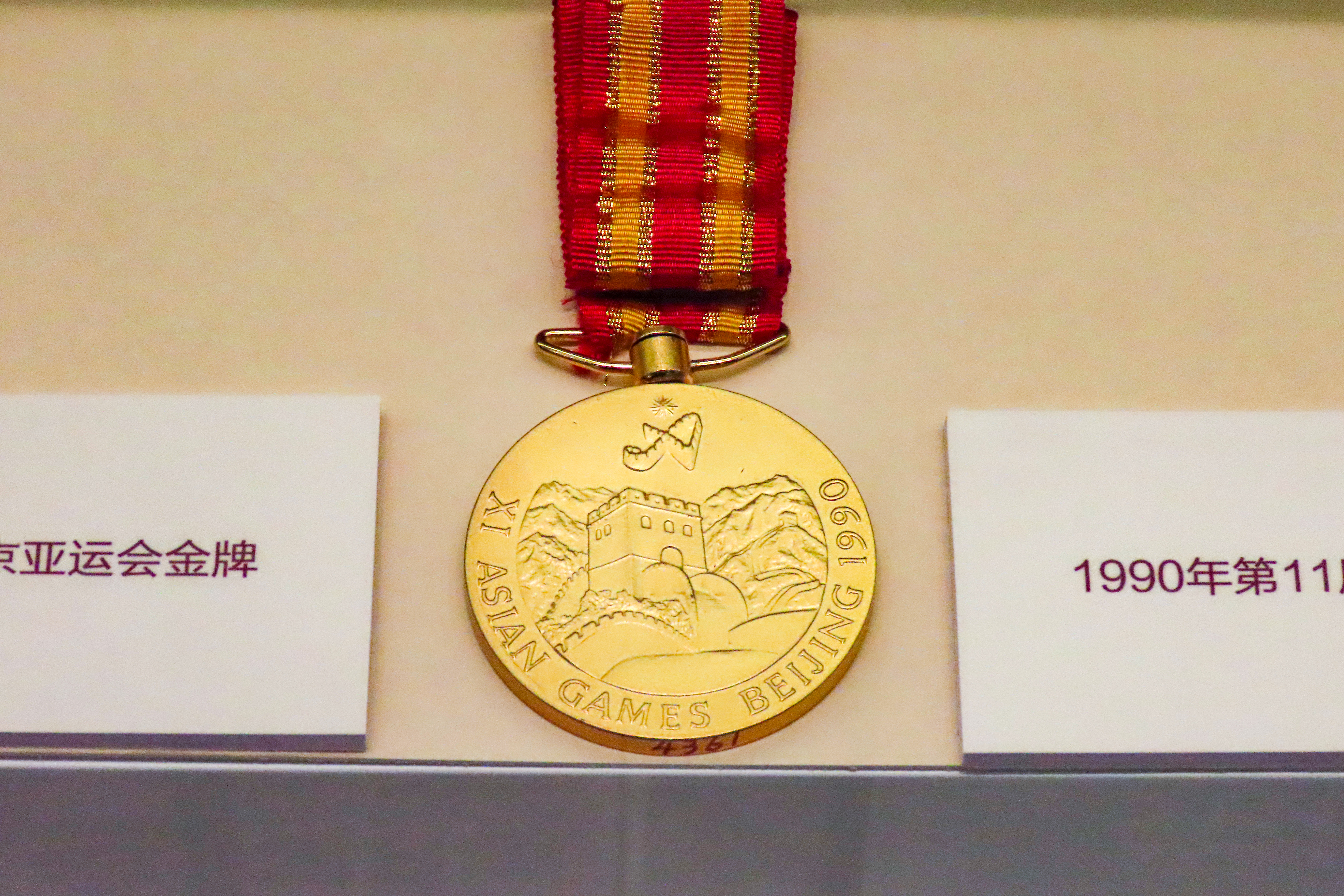
1990年亚运会金牌，上有长城图案和会徽

第11屆亞運會會徽圖案中除亞奧理事會會徽中的太陽光芒外，以雄偉的長城組成「A」字。長城是中國古老文明的象征，「A」是英文Asia的縮寫，二者结合，代表在北京舉行的亞洲運動會將成為聯合亞洲各國人民的紐帶。長城圖案還構成羅馬數字「Ⅺ」，表示本屆亞運會是第11屆。

## 吉祥物
第11屆亞運會吉祥物盼盼是中國的國寶熊猫。圖案上，一只憨態可掬的熊貓手舉天安门圖像的獎章，伸開雙手，鼓勵體育健兒創造更優異的成績。盼盼的寓意是盼望和平、友誼，盼望迎來優異成績。

## 主题歌
第十一届亚运会会歌為《高舉起亞運會的火炬》，施光南作曲，石祥作詞。广为传唱的亚运主题歌曲《亚洲雄风》（徐沛東作曲，張藜作詞，韦唯、刘欢演唱）不是亚运会的会歌。

## 火炬傳遞
1990年8月7日，藏族少女達娃央宗在青藏高原念青唐古拉山用聚光鏡採集亞運聖火火種，體操王子李寧從達娃央宗手中接過聖火。8月22日，中共中央總書記江澤民在北京天安門廣場燃點火炬，從這一天起，展開了以「亞運之光」為主題的火炬接力傳遞活動。亞運聖火分四路傳遍了中國29個省、自治區和直轄市，行程18萬多公里，沿途參與火炬接力傳遞人數達數以億計。經過一個多月的傳遞，火炬終於由中國第一面奧運金牌得主、著名射擊運動員許海峰，在跳水運動員高敏和排球動員張蓉芳護衛下，点燃了位于北京工人體育場內的主火炬台。

## 参赛国家及地区
| - 阿富汗 - 巴林 - 不丹 - 香港 - 印度 - 印度尼西亞 - 伊朗 - 日本 | - 科威特 - 黎巴嫩 - 澳門 - 马来西亚 - 馬爾地夫 - 蒙古国 - 緬甸 - 尼泊尔 - 阿曼 - 巴基斯坦 - 巴勒斯坦 | - 菲律賓 - 沙烏地阿拉伯 - 新加坡 - 斯里蘭卡 - 叙利亚 - 中華臺北 - 泰國 - 阿联酋 - 越南 - 葉門 - 中國（东道主） |

## 比赛项目
正式項目
| - 射箭（詳細） - 田徑（詳細） - 羽毛球（詳細） - 籃球（詳細） - 拳擊（詳細） - 皮划艇（詳細） - 自行車（詳細） - 劍擊（詳細） - 足球（詳細） | - 高爾夫球 - 體操 - 手球 - 曲棍球 - 柔道 - 卡巴迪 - 賽艇 - 藤球 - 射擊 | - 壘球 - 游泳 - 乒乓球 - 網球 - 排球 - 舉重 - 摔跤 - 武術 - 帆船 |

表演項目
- 棒球
- 軟式網球

## 活跃运动员
1. 中國女子舉重選手邢芬獲得在中國舉辦的大型運動會第一枚金牌。
2. 中國單車運動員周玲美打破世界紀錄。
3. 年龄最小的是馬爾代夫男子桌球运动员，当时不满10岁。
4. 韩国运动员金水宁破纪录最多。
5. 谢军、木场良平获奖牌最多，谢军获3金2银1铜共6枚奖牌。
6. 中国游泳运动员沈坚强获5金。
7. 这是邓亚萍第一次参加国际性综合赛会，当时17岁，共获4块奖牌，邓亚萍是从第40届世界乒乓球锦标赛开始其在世界乒坛创造奇迹的历程。
8. 林莉在200米个人混合泳的成绩位列当年世界第一。中国运动员林莉在游泳比赛中获4金。林莉获得4金的项目是：200米蛙泳、200米仰泳200米个人混合泳、400米个人混合泳。

## 奖牌榜
| 排名 | 国家／地区   | 金牌 | 银牌 | 铜牌 | 總數 |
| ---- | ------------ | ---- | ---- | ---- | ---- |
| 1    | 中國         | 183  | 107  | 51   | 341  |
| 2    |              | 54   | 54   | 73   | 181  |
| 3    | 日本         | 38   | 60   | 76   | 174  |
| 4    |              | 12   | 31   | 39   | 82   |
| 5    | 伊朗         | 4    | 6    | 8    | 18   |
| 6    | 巴基斯坦     | 4    | 1    | 7    | 12   |
| 7    | 印度尼西亞   | 3    | 6    | 21   | 30   |
| 8    |              | 3    | 2    | 1    | 6    |
| 9    | 泰國         | 2    | 7    | 8    | 17   |
| 10   | 马来西亚     | 2    | 2    | 4    | 8    |
| 11   | 印度         | 1    | 8    | 14   | 23   |
| 12   | 蒙古国       | 1    | 7    | 9    | 17   |
| 13   | 菲律賓       | 1    | 2    | 7    | 10   |
| 14   | 叙利亚       | 1    | 0    | 2    | 3    |
| 15   | 阿曼         | 1    | 0    | 0    | 1    |
| 16   | 中華臺北     | 0    | 10   | 21   | 31   |
| 17   | 香港         | 0    | 2    | 5    | 7    |
| 18   | 斯里蘭卡     | 0    | 2    | 1    | 3    |
| 19   | 新加坡       | 0    | 1    | 4    | 5    |
| 20   |              | 0    | 1    | 0    | 1    |
| 21   | 緬甸         | 0    | 0    | 2    | 2    |
| 22   |              | 0    | 0    | 1    | 1    |
| 22   | 尼泊尔       | 0    | 0    | 1    | 1    |
| 22   | 澳門         | 0    | 0    | 1    | 1    |
| 22   | 沙烏地阿拉伯 | 0    | 0    | 1    | 1    |
| 總計 | 總計         | 310  | 309  | 357  | 976  |